# زامسلاگ
زامسلاگ (به هلندی: Zaamslag) یک منطقهٔ مسکونی در هلند است که در ترنئوزن واقع شده‌است. زامسلاگ ۲٬۸۴۵ نفر جمعیت دارد.